# Qualship 21
Le terme Qualship 21 est la contraction de Quality Ship for the 21st Century. Celui-ci désigne une initiative créée par l'United States Coast Guard (USCG). L'objectif est d'encourager les navires qui respectent les règles et les normes en matière de sécurité et de lutte contre la pollution. Depuis le 1er janvier 2001, ce système administratif permet d'identifier les navires marchands et ainsi de décider, en fonction de l'historique des inspections des deux années précédentes, à quelle fréquence ils seront inspectés.

## Objectifs duUS Coast Guard Qualship 21
L'USCG en attribuant le certificat Qualship 21 fait une distinction nette entre les navires qui ont passé les inspections sans avoir aucune remarque dans les deux années précédentes et les autres. Un navire qui a obtenu son certificat peut être appelé « Quality Vessel ». Cela concerne uniquement les navires marchands étrangers aux États-Unis passant par un port américain. Dès qu'un navire arrive aux États-Unis, l'USCG vérifie la détention du certificat. Si le navire n'en possède pas, il s'assure que les normes internationales et américaines sont respectées. Si le navire détient le certificat, les inspections seront moins fréquentes. Cela encourage les navires dont les audits montrent des résultats supérieurs aux législations, car une inspection requiert du temps à quai supplémentaire, du travail administratif et de la disponibilité de la part de l'équipage et du personnel inspectant les navires. De cette manière, l'USCG tente de diminuer le nombre de navires médiocres faisant escale aux États-Unis. Avant cette initiative, peu importaient les conclusions des inspecteurs, tous les navires de pavillon étranger aux États-Unis étaient inspectés au moins une fois par an.

## Critères d'admission au titre de « Quality Vessel »
Le titre de Quality Vessel signifie plusieurs choses .
Tout d'abord cela signifie que le navire bat un autre pavillon que le pavillon des États-Unis d'Amérique. Les navires sous pavillon américain sont soumis à d'autres législations. Ensuite un navire qualifié de Quality Vessel est un navire qui n'a pas été mis à la chaîne à la suite d'audits révélant des lacunes sérieuses dans l'état du navire et dans sa gestion. Le navire en question n'a connu aucune infraction maritime ou accident majeur avec victime et il n'a pas reçu plus d'une Notice of Violations Cases dans les 36 mois précédents la réception de son certificat. Enfin, un audit spécifique, mené par les autorités compétentes des ports américains, doit démontrer un niveau satisfaisant de gestion de sécurité du travail. À propos de ce dernier point, la détention du certificat assure qu'il n'y a eu aucun manquement sévère dans les 12 mois précédents l'obtention du titre de Quality Vessel.
Ensuite, l'armateur ainsi que l'administration du pavillon font également partie des éléments que l'USCG va contrôler. Car un navire dit Qualship 21 signifie aussi que l'USCG a confiance en l'armateur et en l'administration du pavillon du navire. Dans cette optique, le département des USCG chargé d'évaluer la conformité des navires va s'assurer qu'aucun navire prétendant au titre Qualship 21 n'appartient ou n'a comme transporteur une compagnie ayant été associée à une mise à la chaîne de navire dans un port américain. Ils vont aussi s'assurer que les navires ne sont pas enregistrés sous un pavillon,, ayant un ratio de détention de moins de 1 %. On demandera à ce même pavillon, ou à l'organisation à qui il délègue la tâche de délivrer le certificat de classe, de ne pas figurer dans les « mauvais élèves » des matrices de l'USCG. De plus, pour s'assurer de la pertinence des audits ainsi que d'une surveillance continue, il est demandé qu'au moins 10 arrivées distinctes aux États-Unis soient programmées pour les 3 prochaines années. Pour finir, l'administration du pavillon doit avoir soumis leur « Self-Assessment of Flag Administration Performance » à l'Organisation maritime internationale (OMI) et en remettre une copie à l'USCG et envoyer une lettre ou un e-mail attestant le fait qu'il n'a pas encore été inspecté mais demande à l'être.
Et enfin, l'U.S. Coast Guard se réserve le droit de refuser toute entrée dans le programme du Qualship 21 à n'importe quel navire en raison de circonstances particulières. Lesdites circonstances sont entre autres : des accidents sérieux avec victime ou détention, et cela même hors du territoire américain, ainsi que dans le cas d'enquête criminelle ou civile.

### Avantages liés au « Quality Vessel »
Un « Quality Vessel » bénéficie des dispositions, suivantes.
- Tous les types de navires :

Pour tout type de navire le certificat Qualship 21 est valable pendant deux ans. De plus le nom du navire sera visible sur le site web de l'U.S. Coast Guard Homeport, ainsi que dans la base de données d'Equasis.
- Navire-citerne :

Concernant les navires à cargaison liquide, il y a une réduction du nombre d'examens annuels pour l'obtention du COC (Annual Certificate of Compliance exams).
- Navires de fret :

Pendant les deux ans de validité du certificat les autorités exécutant les audits n'effectueront qu'une surveillance restreinte.
- Navire à passagers :

Pour ce type de navire, il n'y aura pas de limitation des audits, mais ils recevront le certificat et seront listés sur le site web de l'U.S. Coast Guard Homeport ainsi que dans la base de données d'Equasis.